# Carmen Țurlea
Carmen Țurlea, född 18 november 1975 i Cisnădie, Rumänien, är en volleybollspelare (högerspiker). 
Med Rumäniens landslag deltog hon i flera EM. Hon flyttade 1997 till Italien och spelade med klubbar där fram tills att hon avslutade sin spelarkarriär 2017.